# Open science data
Gli open science data sono un tipo di open data mirati a diffondere le argomentazioni e i risultati dell'attività scientifica in modo che possano essere analizzati e riutilizzati da chiunque.
Benché l'idea di open science sia promossa già dagli anni 50, l'avvento di Internet ha significativamente abbassato i costi e il tempo necessari per diffondere e ottenere i dati.